# 胭脂魚
胭脂魚（学名：Myxocyprinus asiaticus），又名黄排、血排、粉排、火烧鳊、木叶盘、红鱼、紫鳊、燕雀鱼、火排、中国帆鳍吸鱼、大帆三間鼠等，屬於鯉形目吸口鯉科（或稱亞口魚科），生长於长江水系及闽江。其體型奇特，色彩鮮明，尤其幼魚體形別致，色彩絢麗，遊動文靜，被人們榮稱為“一帆風順”，在東南亞享有“亞洲美人魚”的美稱。
四川民间渔民中流传有“千斤腊子万斤象，黄排大得不像样”之说，可见成年胭脂鱼的体型不小，目前有紀錄的最大個體為135公分。
所谓胭脂鱼的亚种实际上是过去一些学者的误认，其实上只有一种。

## 外观
幼年胭脂魚的体色为棕色，并长有三条深色环带。成年雄鱼与雌鱼的显著区别是雄鱼体色为胭脂红色，而雌鱼的体色是深紫色，并长有宽阔的竖条纹。胭脂魚的另一重要特征是有高耸的三角形背鳍，并一直延伸至臀鳍后方。其肉质嘴唇肥厚，上有小乳突，无须。胭脂魚长有单行咽齿，呈梳子状排列。
随着年龄的增长，成年胭脂鱼的体色会越来越深；到其晚年时，其身上的白色带状条纹的特征就会消失。

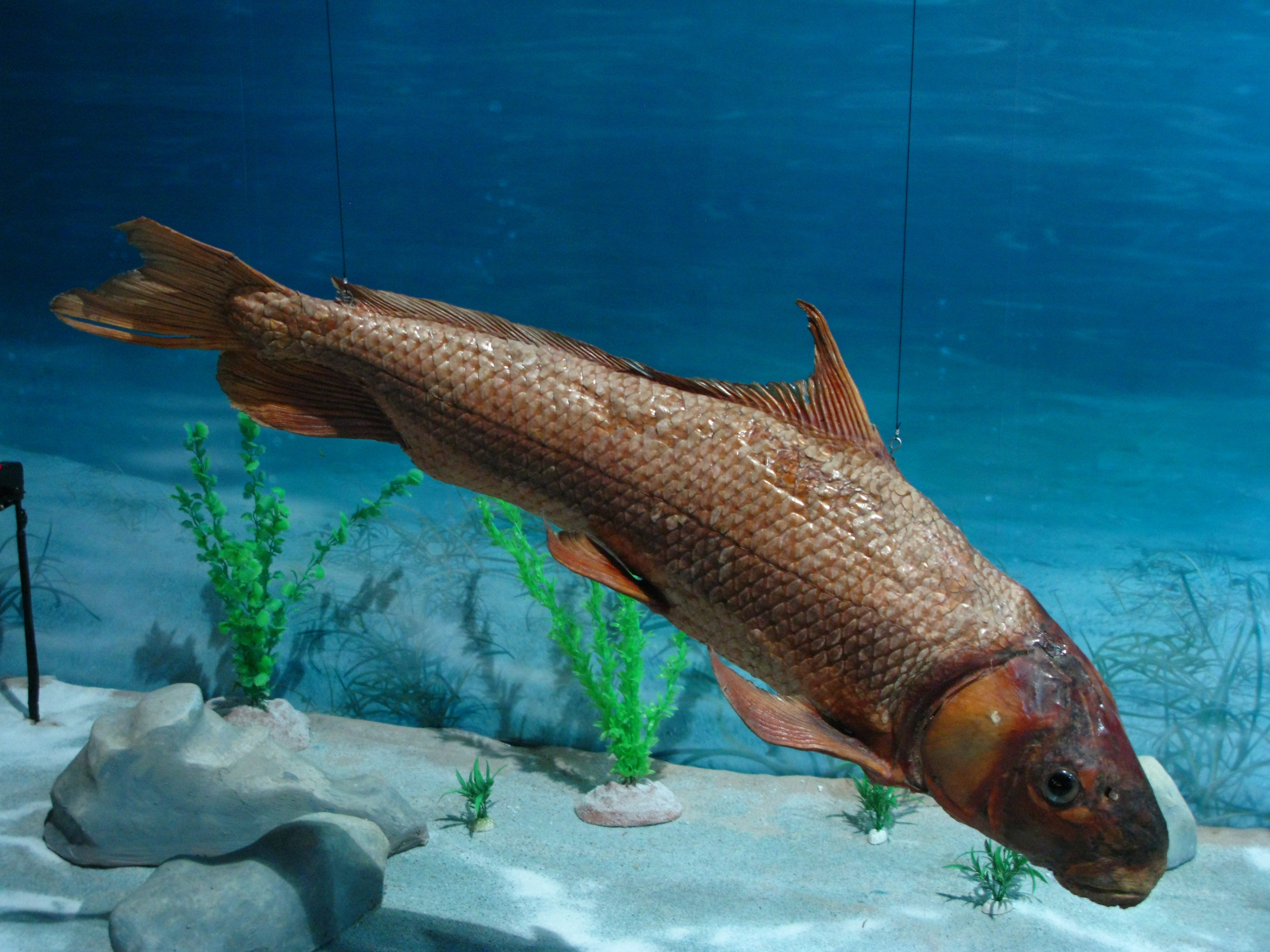

## 习性

### 食性
胭脂魚摄食频繁，属杂食动物，无论食物状态如何均可进食，其食物包括丰年虾、红蚯蚓和蔬菜。

### 繁育
胭脂魚是卵生动物，但在水族箱环境中还没有过成功的繁育。雄鱼在接近雌鱼时头部和鳍上会出现结节。

### 行为
胭脂魚喜好在水体中部和底部活动，其體型奇特，尤其幼魚體形別致，遊動文靜，而且会随情绪变化改变体色。胭脂魚可与波鱼、鿕和黑线飞狐（Crossocheilus siamensis）和平共处，但不能与石首鱼和泥鳅混养。

### 寿命
成年胭脂魚体长最长能达到1米，由于其生长缓慢，在封闭的环境中可以活到25岁。

## 饲养环境
胭脂鱼可以生活在热带水族箱和冷水水族箱中，不过其对硝酸盐水平的改变非常敏感。它们需要生活在有高效过滤系统、湍急的水流、悬浮植物以及定期换水的水族箱内。由于胭脂魚是一种好奇的动物，饲养它们的水缸需要较大的空间，而且不能放空间狭小的装饰物，并在鱼缸的底部铺设柔软光滑的物质。
胭脂鱼适应的水温范围是18°C至28 °C，最適合的水溫則為16-22°C，pH值范围是6.0至7.5。

## 易危物種
很不幸的，胭脂魚在野外的處境並不是很好。由於牠們的大體型和良好的肉質，因此被人類當作食用魚，長江支流－岷江的族群被認為已經滅絕。魚隻消失的主要原因可能在於建造水壩、水污染和人類其他用水，因為胭脂魚是一種洄游性魚類。2 月份，成魚會遷徙到產卵場，這些產卵場位於水流湍急的淺水區。成魚會從 3 月至 4 月開始繁殖，並留在產卵場直到秋天，之後才洄游到較深的河域過冬。在中國，這些魚類已經得到保護，並且有一些繁殖計劃旨在透過釋放幼魚來恢復其自然族群。另外水族飼養的個體皆為人工養殖，對天然族群並沒有造成影響。